# Goera longispina
Goera longispina är en nattsländeart som beskrevs av Georg Ulmer 1907. Goera longispina ingår i släktet Goera och familjen grusrörsnattsländor. Inga underarter finns listade i Catalogue of Life.